# U.S. Clay Court Championships 1982
U.S. Clay Court Championships 1982 - чоловічий і жіночий тенісний турнір, що проходив на відкритих кортах з ґрунтовим покриттям в Індіанаполісі (США). Чоловічі змагання належали до Grand Prix, жіночі - до Toyota Series. Відбувсь учотирнадцяте і тривав з 2 серпня до 8 серпня 1982 року. П'ятий сіяний Хосе Їгерас і перша сіяна Вірджинія Рузічі здобули титул в одиночному розряді.

## Фінальна частина

### Одиночний розряд, чоловіки
Хосе Їгерас —  Джиммі Аріес 7–5, 5–7, 6–3
- It was Higueras' 2-й титул за сезон і 11-й - за кар'єру.

### Одиночний розряд, жінки
Вірджинія Рузічі —  Гелена Сукова 6–2, 6–0
- Для Їгераса це був 3-й титул за сезон і 10-й — за кар'єру.

### Парний розряд, чоловіки
Шервуд Стюарт /  Ферді Тейган —  Роббі Вентер /  Блейн Вілленборг 6–4, 7–5

### Парний розряд, жінки
Іванна Мадруга-Оссес /  Катрін Танв'є —  Джоанн Расселл /  Вірджинія Рузічі 7–5, 7–6(7-4)